# Minidorysthetus gravidus
Minidorysthetus gravidus är en skalbaggsart som beskrevs av Ohaus 1930. Minidorysthetus gravidus ingår i släktet Minidorysthetus och familjen Rutelidae. Inga underarter finns listade i Catalogue of Life.